# 利伯蒂鎮區 (堪薩斯州馬里昂縣)
利伯蒂鎮區（英語：Liberty Township）為美國堪薩斯州馬里昂縣轄下的鎮區。2010年美国人口普查中此鎮區人口有320人。

## 地理
利伯蒂鎮區涵蓋總面積為91.5平方（35.31平方英里），其中陸地面積為91.4平方（35.28平方英里），水域面積為0.078平方（0.03平方英里）或0.08%。海拔高度1,362（4,469英尺）。

## 人口統計
根據2010年美國人口普查，利伯蒂鎮區人口有320人，其中男性有164人，女性有156人，人口密度為每平方公里3.50人，住房計126戶。鎮區內的白人有317人，非裔美國人有0人，美洲原住民有1人，亞裔美國人有0人，太平洋島裔美國人有0人，其他種族有1人，混血種族則有1人。此外鎮區內有1人為西班牙裔或拉丁裔美國人。此鎮區之年齡中位數為45.8歲，而男性年齡中位數為46.3歲，女性年齡中位數為45.0歲。